# Логанвілл (Джорджія)
Логанвілл (англ. Loganville) — місто (англ. city) в США, в округах Волтон і Гвіннетт штату Джорджія. Населення — 14 127 осіб (2020).

## Географія
Логанвілл розташований за координатами 33°50′10″ пн. ш. 83°53′41″ зх. д. / 33.83611° пн. ш. 83.89472° зх. д. (33.835977, -83.894782).  За даними Бюро перепису населення США в 2010 році місто мало площу 19,13 км², з яких 19,01 км² — суходіл та 0,11 км² — водойми.

## Демографія
Згідно з переписом 2010 року, у місті мешкало 10 458 осіб у 3825 домогосподарствах у складі 2780 родин. Густота населення становила 547 осіб/км².  Було 4176 помешкань (218/км²).
Расовий склад населення:
| - 70,0 % — білих - 22,1 % — чорних або афроамериканців - 2,3 % — азіатів - 0,3 % — корінних американців - 0,1 % — вихідців з тихоокеанських островів - 3,0 % — осіб інших рас |

До двох чи більше рас належало 2,2 %. Частка іспаномовних становила 6,8 % від усіх жителів.
За віковим діапазоном населення розподілялося таким чином: 28,8 % — особи молодші 18 років, 58,7 % — особи у віці 18—64 років, 12,5 % — особи у віці 65 років та старші. Медіана віку мешканця становила 34,8 року. На 100 осіб жіночої статі у місті припадало 85,2 чоловіків;  на 100 жінок у віці від 18 років та старших — 80,7 чоловіків також старших 18 років.
Середній дохід на одне домашнє господарство  становив 65 257 доларів США (медіана — 57 045), а середній дохід на одну сім'ю — 72 973 долари (медіана — 66 667). За межею бідності перебувало 9,2 % осіб, у тому числі 10,1 % дітей у віці до 18 років та 11,6 % осіб у віці 65 років та старших.
Цивільне працевлаштоване населення становило 4820 осіб. Основні галузі зайнятості: освіта, охорона здоров'я та соціальна допомога — 23,3 %, роздрібна торгівля — 16,5 %, науковці, спеціалісти, менеджери — 11,5 %, будівництво — 8,8 %.